# Homo homini lupus
Die lateinische Sentenz homo homini lupus stammt aus der Komödie Asinaria (Eseleien) des römischen Komödiendichters Titus Maccius Plautus (ca. 254–184 v. Chr.).
Im Originaltext von Plautus steht lupus jedoch vorn. Wörtlich sagt dort der Kaufmann zu Leonida:
lupus est homo homini, non homo, quom qualis sit non novit.
Übersetzung:
Ein Wolf ist der Mensch dem Menschen, kein Mensch, solange er nicht weiß, welcher Art der andere ist.
Alternativ in der Übersetzung von Artur Brückmann:
Denn der Mensch ist dem Menschen ein Wolf, kein Mensch. Das gilt zum mindesten solange, als man sich nicht kennt.
Bekannt wurde der Ausspruch durch den englischen Staatstheoretiker und Philosophen Thomas Hobbes, der sie in der Widmung seines Werkes De Cive an William Cavendish, den Grafen von Devonshire, verwendete. Hobbes gebraucht „Homo homini lupus“ als Beschreibung für das Verhältnis zwischen den einzelnen von Menschenhand geschaffenen Staaten:
„Nun sind sicher beide Sätze wahr: Der Mensch ist ein Gott für den Menschen, und: Der Mensch ist ein Wolf für den Menschen; jener, wenn man die Bürger untereinander, dieser, wenn man die Staaten untereinander vergleicht. Dort nähert man sich durch Gerechtigkeit, Liebe und alle Tugenden des Friedens der Ähnlichkeit mit Gott; hier müssen selbst die Guten bei der Verdorbenheit der Schlechten ihres Schutzes wegen die kriegerischen Tugenden, die Gewalt und die List, d. h. die Raubsucht der wilden Tiere, zu Hilfe nehmen.“
Hobbes benutzt den Satz für das potentiell destruktive Verhältnis der Staaten zueinander als logische Weiterentwicklung für den von ihm angenommenen Naturzustand der Menschen untereinander („Krieg aller gegen alle“ – Bellum omnium contra omnes), welcher zur Staatsentstehung mit der tendenziellen Monopolisierung der Gewalt führte.
Stilistisch enthält die Sentenz ein Polyptoton sowie eine Alliteration.
Auch Schopenhauer griff in Die Welt als Wille und Vorstellung auf den Begriff zurück, indem er über die Rolle des Menschen im allgegenwärtigen Kampf in der Natur schrieb:

„Die deutlichste Sichtbarkeit erreicht dieser allgemeine Kampf in der Thierwelt, welche die Pflanzenwelt zu ihrer Nahrung hat, und in welcher selbst wieder jedes Thier die Beute und Nahrung eines andern wird, d. h. die Materie, in welcher seine Idee sich darstellte, zur Darstellung einer andern abtreten muß, indem jedes Thier sein Daseyn nur durch die beständige Aufhebung eines fremden erhalten kann; so daß der Wille zum Leben durchgängig an sich selber zehrt und in verschiedenen Gestalten seine eigene Nahrung ist, bis zuletzt das Menschengeschlecht, weil es alle anderen überwältigt, die Natur für ein Fabrikat zu seinem Gebrauch ansieht, dasselbe Geschlecht jedoch auch […] in sich selbst jenen Kampf, jene Selbstentzweiung des Willens zur furchtbarsten Deutlichkeit offenbart, und homo homini lupus wird.“